# Segin

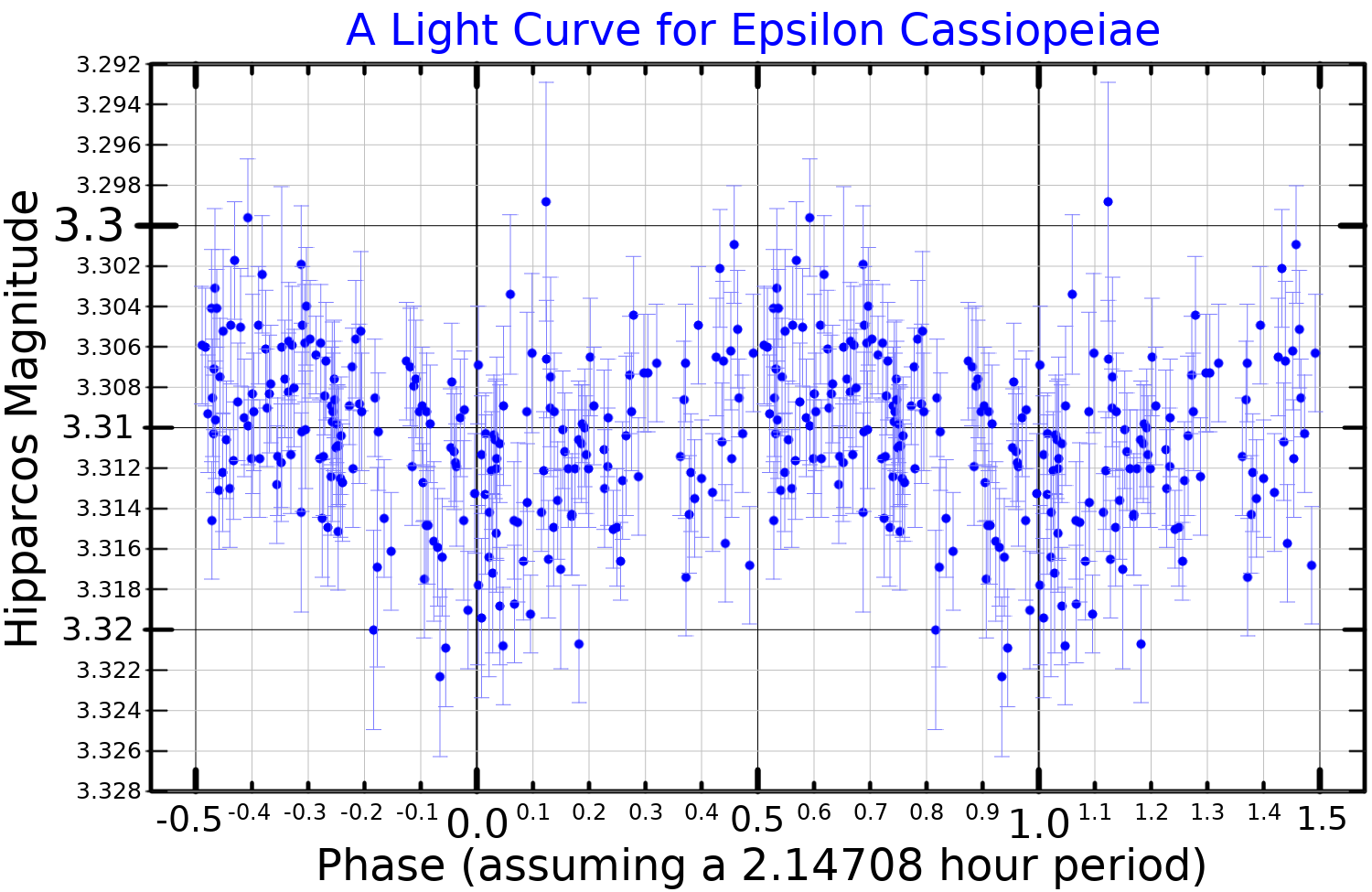
Lichtkromme van Segin

Segin (epsilon Cassiopeiae) is een ster in het sterrenbeeld Cassiopeia.
De ster staat ook bekend als Segin in Becvar. De naam Ruchbah werd ook wel gebruikt, maar is gangbaarder voor delta Cassiopeiae.